# バルバラ・ロンギ
バルバラ・ロンギ（Barbara Longhi、1552年9月21日 - 1638年12月23日）はイタリアの画家である。有名な画家、ルカ・ロンギの娘で、主に聖母像を描き、肖像画家としても働いた。

## 略歴
ラヴェンナで生まれた。父親のルカ・ロンギ（1507–1580）はラヴェンナとその近郊で活躍し、宗教画や肖像画を制作したことで知られる画家である。兄にフランチェスコ・ロンギ（Francesco Longhi: 1544–1618）がいる。兄とともに父親の工房で絵を学び、父親の工房で大きな祭壇画の制作に助手として参加した。しばしば、ルカ・ロンギが描いた聖母像などのモデルも務めた。バーバラ・ロンギが描いた「聖カタリナ像」は、父親が描いた女性像とよく似ていて、美術史家はこの作品をバーバラ・ロンギの自画像と見なしている。
1570年に独立し、自分の工房を開いたとされるが、家族や父親の工房と密接な関係を続けた。肖像画家として人気があったが、今日知られている、日付と署名がある肖像画は1570年代（制作年の末尾が不鮮明）に制作された「カマルドリ修道院の修道士（ritratto di monaco camaldolese）」だけともされる。作品のほとんどが無署名で一部にはイニシャルだけが記された。15点ほどの作品がバルバラ・ロンギの作品であると高い確度で判断されていて
、そのうちの12点は、ロンギの時代に人気のあった聖母子像であった。彼女の作品のいくつかは、父親の作品とされていると考えられている。
1638年にラヴェンナで86歳で亡くなった。

## 作品

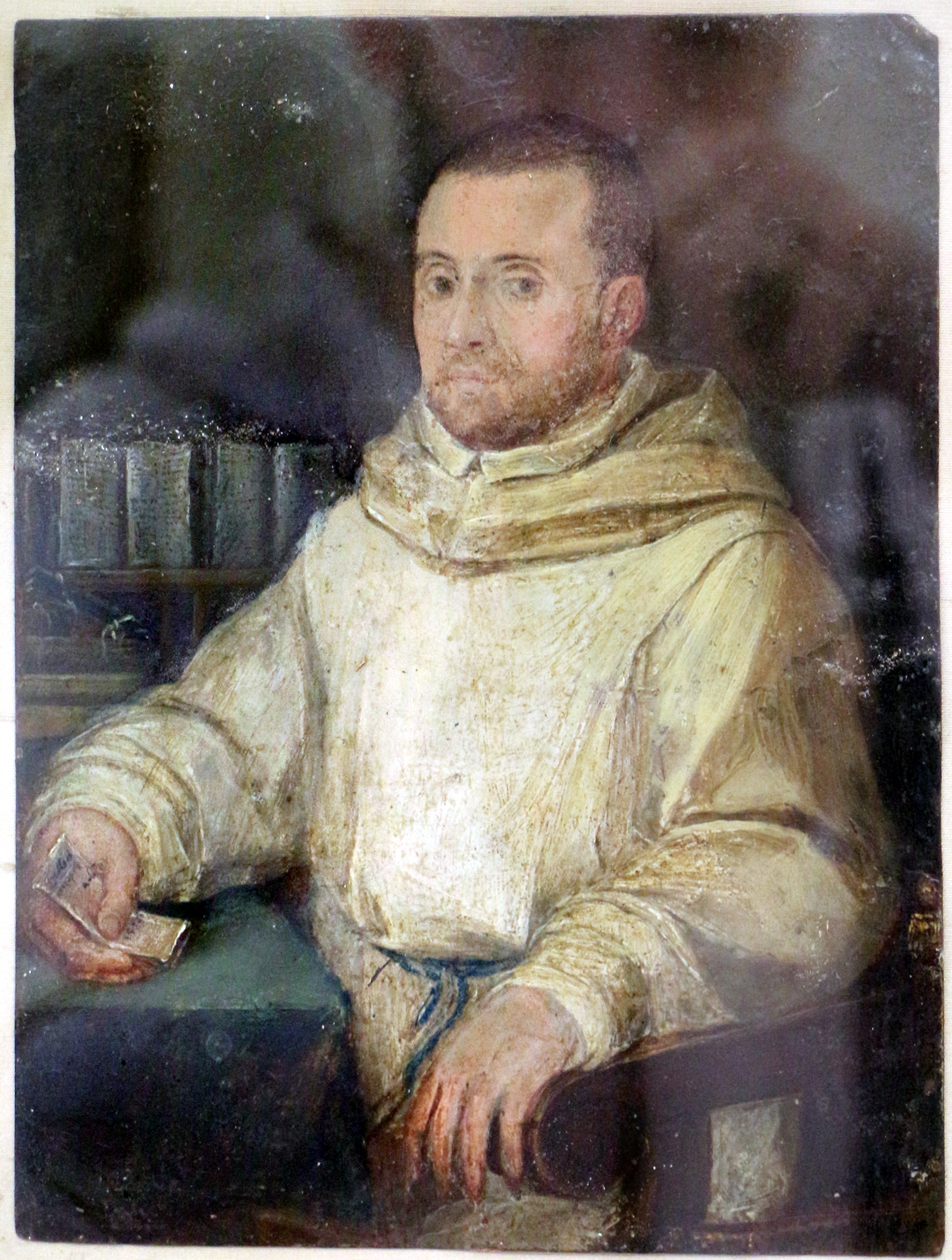
「カマルドリ修道院」(1570s) ラヴェンナ市立美術館
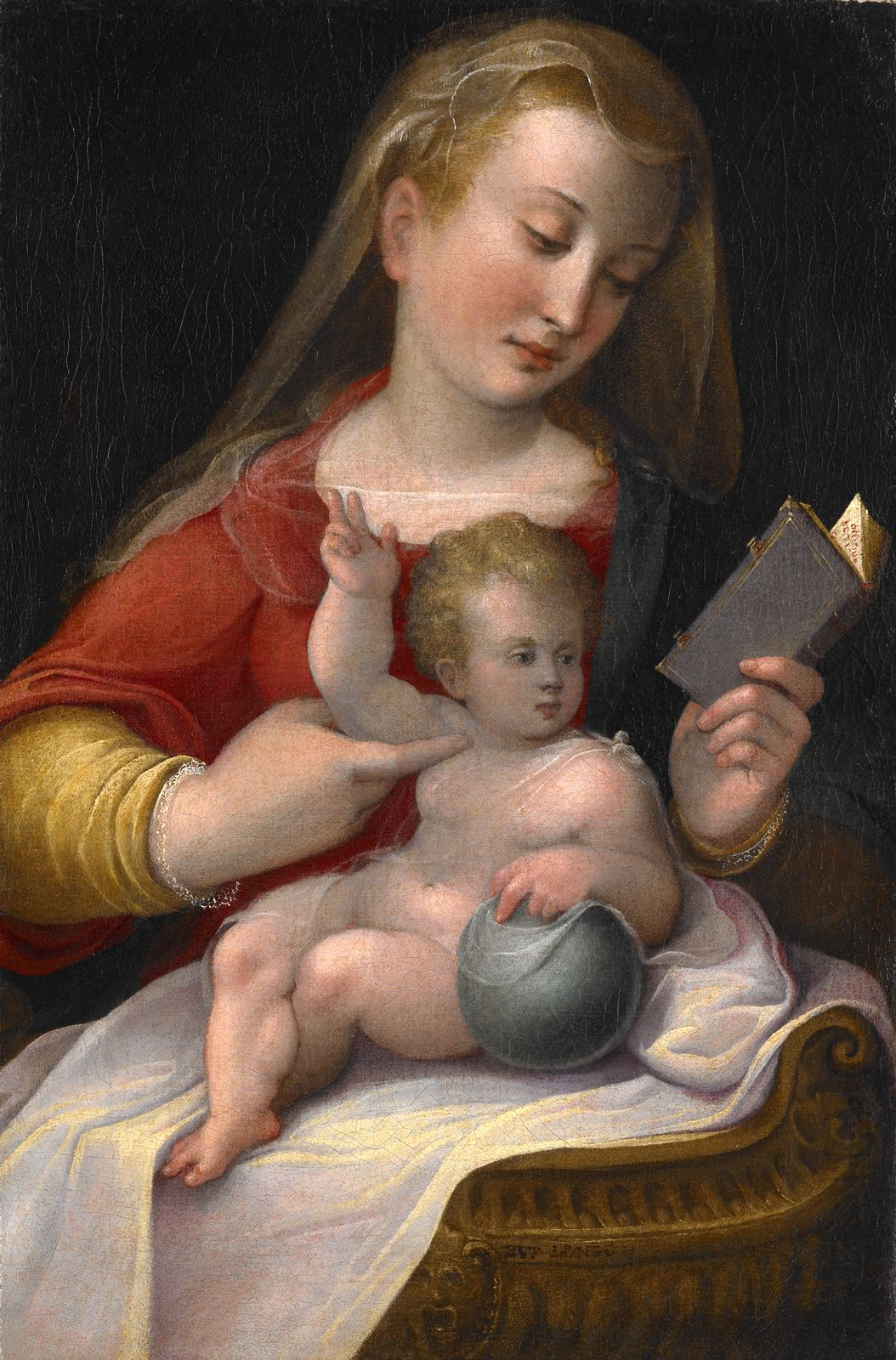
聖母子像 (1580s) インディアナポリス美術館
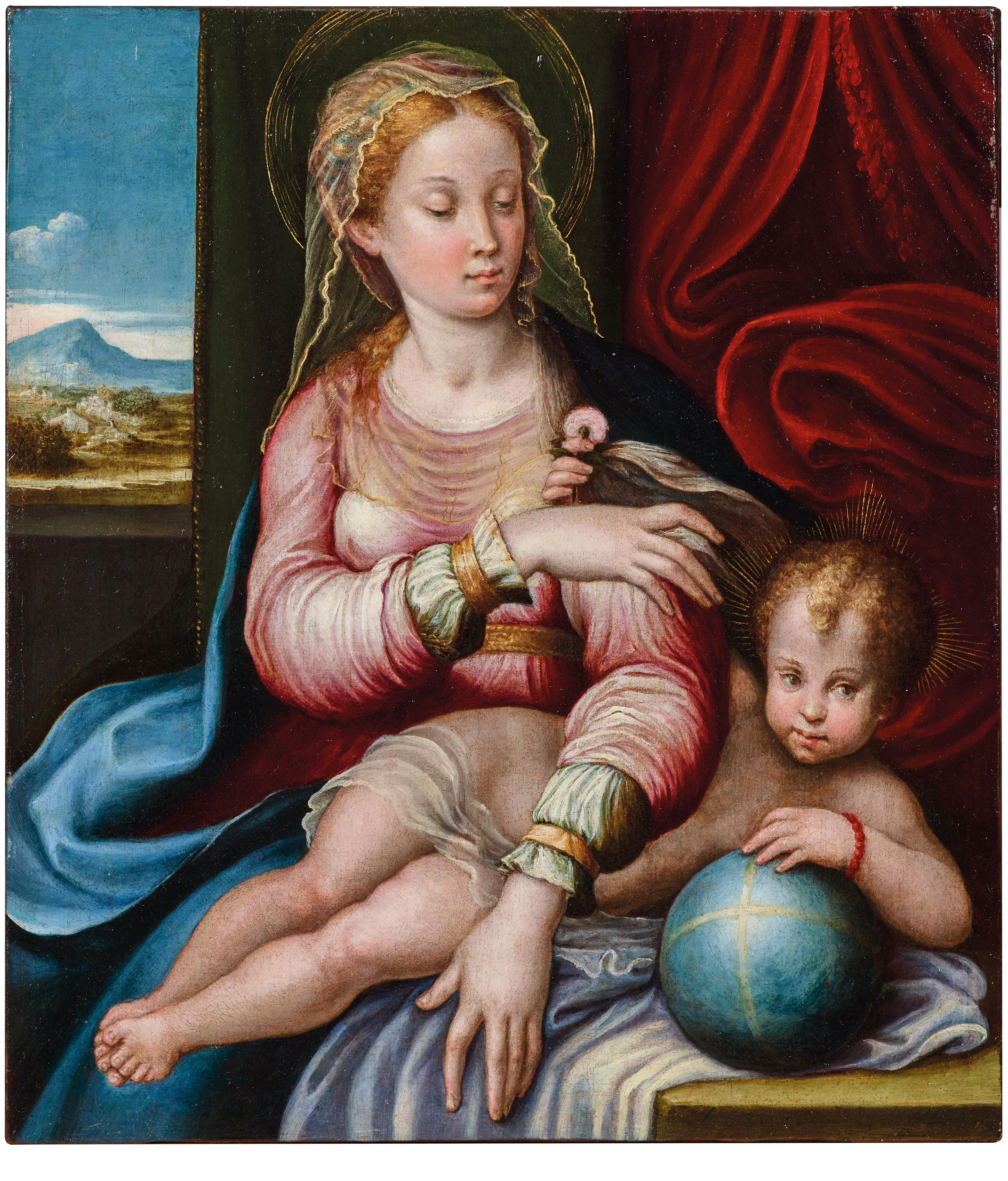
聖母子像
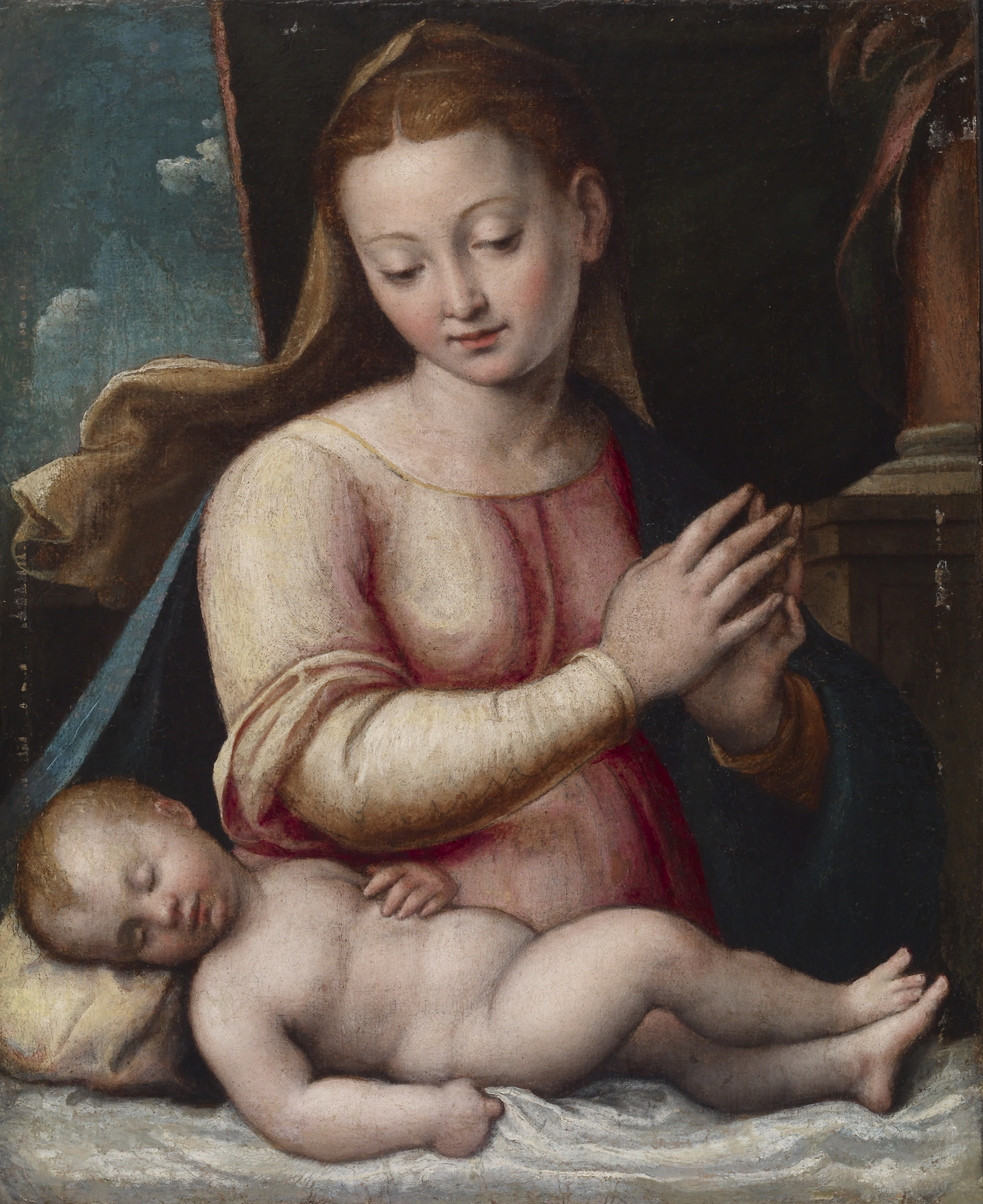
子供に礼拝する聖母(c.1600) ウォルターズ美術館